# Nackstek
Nackstek eller Nackslag är en knop för att fästa ett rep vid en hake, till exempel på en talja. Den förekommer som enkelt och dubbelt nackslag.